# ماسانوری هاتا
ماسانوری هاتا (انگلیسی: Masanori Hata; ۱۷ آوریل ۱۹۳۵ – ۵ آوریل ۲۰۲۳) رمان‌نویس، کارگردان فیلم، فیلم‌نامه‌نویس، جانورشناس، اهالی کسب‌وکار، بازیگر، و کارگردان فیلم اهل ژاپن بود.